# ネコジャラ市の11人
ネコジャラ市の11人（ネコジャラしのじゅういちにん）は、NHK総合テレビジョンで1970年（昭和45年）4月6日から1973年（昭和48年）3月16日まで放送された人形劇である。全668回・カラー放送。

## 概要
- 『ひょっこりひょうたん島』を継承してミュージカルに近い形を採っていた。
- 開始当初は成人キャラクター中心のサイケデリックでシュールな「対立と破壊」を中心とする内容であった。
- しかし当時は理解を得られなかったとされ、路線変更され、第90回（1970年8月放送）以降、火山爆発による大災害で多くのキャラクターが行方不明という形で引退させられ、そこからは大きく路線変更して、災害からの復興と新たな町づくりをテーマにしたストーリーになる。ただし、井上ら制作陣の多くは本作について沈黙したため、下記の映像などの資料紛失と相まって経緯の詳細は不明な点が多い。

- 『ひょっこりひょうたん島』の製作陣および声優が多く登場。題の中の「11人」の意味については、初期の人間キャラクター10人（大人キャラ6人、子供キャラ4人）にテレビの前の視聴者自身を加えて11人と、ナレーション役の登場人物・ナレーちゃんによって解説されていた。

- 当時の業務用ビデオテープ（2インチVTR）は非常に高価で大型であり、VTRで収録された番組の多くはテープを再利用するために放送終了後に消去された。本作も例外ではなく、2018年時点では、番組本編の映像はNHK内にキネコを含めて1話も現存しておらず、NHKではマスターテープが失われた過去の放送番組の収集（制作関係者や一般視聴者らへのビデオテープ提供の呼びかけなど）を進めており[3]、かろうじて関連映像が残っているのみであった。
  - 番組開始前に流された1分30秒ほどの番宣映像が現存しており、初期キャラクターによる本編の一部分を確認することができる[4]。後述のDVDにはこの映像が収録されている。
  - 今上天皇（当時の浩宮）が学習院の生徒と共にNHK放送センターを訪れた模様を取材したニュースフィルムには、本作が演じられていたスタジオの様子が撮影されている。
  - NHKで1971年4月23日に放送されたドキュメンタリー番組『檻の中』では、番組中で上野動物園のゴリラ「ブルブル」にストレス対策として見せたテレビ番組に本作も含まれており、初期のオープニング映像等が部分的に映し出されている。同番組は2004年にNHKアーカイブスにて再放送され、2010年時点でNHK番組公開ライブラリーで視聴することができる。
  - 2015年になって、当時の演出スタッフが保管していた初期のオープニングのフィルムが発見された[5]。映像はノンテロップ版で音声は記録されておらず、NHKに保存されていたオープニング音声を合成して復元されたものが2015年5月26日に関東地区で放送された情報番組『ひるまえ ほっと』内の『発掘！お宝番組』のコーナーで放送された。2015年6月現在、NHKアーカイブスのサイト上で映像が公開されている。
- オープニングフィルム発掘からおよそ4年後の2019年1月25日、NHKアーカイブスの『番組発掘プロジェクト』公式ページにて、番組本編映像の一部が発見された事が明らかにされた。発見されたのは第255回(1971年4月23日放送)の冒頭(オープニングから本編序盤)4分48秒間の映像で、収録デッキの仕様により白黒映像での発掘となった。この映像は日本テニス協会が寄贈したビデオテープに録画されていたもので、本来は『デビスカップ東洋ゾーンＡセクション決勝第1日　「日本」対「オーストラリア」』の試合中継映像を録画したものだった。当時の家庭用デッキに現在のタイマー予約機能が存在していなかったことから、中継終了後も録画が続き、テープの残りにテニス中継の後、18時からの『こどもニュース』に続いて放送された『ネコジャラ市』の映像が一部分のみ記録されたという偶然の産物がもたらした物だった[6]。これにより、放送当時の番組放送形態も一部明らかになり、オープニングでは画面左下に「6:05」の時刻表示があった事、テーマソングの歌詞テロップ表示が存在していた事が明らかとなった。オープニングの曲、映像は2015年に発見・復元された初期のものである（2024年現在、中・後期にいつ切り替わったかは不明）。しかし「学校を作ろう編」にはオーマイホームタウンに切り替わっていた。
- シナリオも全て散逸したと思われていたが、近年になって早稲田大学演劇博物館内の若山弦蔵文庫に相当数保存されていることが判明した。これは若山が、自分の出演した回のシナリオを寄贈したものと思われる。
- オープニングテーマは、初期のバージョン「ネコジャラ市の11人」と中期 - 後期のバージョン「オー・マイ・ホームタウン」の2種類（双方とも作詞：井上ひさし・山元護久・山崎忠昭 / 作曲：宇野誠一郎）が存在するが、CD（後述）に収録されているのは初期のものだけであり、中期 - 後期のものは伴奏しか音源が現存せず（後述）、幻の曲と化している。また、現存する関連グッズも極めて少ないが、グラフNHKなどの公式資料が残されている。
- 後期、盆期間の長期放送休止後最初の放送では、登場人物全員が「超ウルトラ級夏休みぼけ」と称して、「チロリン村とクルミの木」「ひょうたん島」「ネコジャラ市初期」の初期テーマ曲から順に思い返す場面から始まる。

## ストーリー
ネコジャラ市では、ガンバルニャンが初代市長になった後はゴタゴタ続き。ネズミのアルチュール・ランボーに実権を奪われたガンバルニャンは、外部に助けを求める。それに応えて一日一本6時5分発ネコジャラ行きのズダボロ列車しかないネコジャラ鉄道に乗って人々が集まるが、ネコジャラ火山が噴火して町は壊滅状態、その後、復興を目指すネコジャラ市には次々と試練が降りかかる。

## 登場キャラクター
■声の出演　※／は途中交代  

### レギュラー
ガンバルニャン（熊倉一雄）
ネコジャラ市初代市長の黒猫。自称貴族出身だが、実際は幼稚園中退の浮浪猫。梅干しが嫌い。ネコジャラ市のオーナーを名乗ってネコジャラ市に住み着くが、アルチュール・ランボー一派に土地を乗っ取られる。救いを求めるメッセージを映画にし、それをドサ・ザ・グレートとタメコムXの二人が拾った事から「ネコジャラ市の11人」のストーリーが始まる。ドサ・ザ・グレートたちの働きにより、ランボー一派を捕えるものの、自分勝手な振る舞いからすぐに不信任を突きつけられ、ヤマチューが二代目市長に赴任してしまう。憤った彼は化け猫に変身、市民たちを脅かすが、彼の怨念が多くの妖怪たちを呼び寄せてしまう。彼の怨念を吸い込み巨大化した妖怪・火の玉がネコジャラ火山に飛び込んだことから、火山は爆発、ネコジャラ市は火山灰に埋もれ、ドサ・ザ・グレートたち初期の登場人物の多くが行方不明となる。その後はスーパーを経営していたが、これをズチャーズに譲り、自身はネコジャラ市の警察署長を務める。その後もいろいろわがままな振る舞いで周囲を振り回すが、次第にネコジャラ市への愛に目覚め、精神的に成長していく。冬将軍の来襲でネコジャラ市が雪に閉ざされた時には、寒さが原因で重い熱病に罹り、一度は息を引き取るものの、三途の川を渡る寸前だったところをパンチョに連れ戻され、生還する。その際病床でもネコジャラ市を案ずる姿が冬将軍を感動させる。その後は、冬将軍から与えられた100万ジャラスを市の所有権を買収する資金とするため、市に寄付したり、所有者であるミケ・ランジェロ姫と買収交渉を再三行うなど、市民たちのために奔走する。
「エンサイクロペディア・ガンバルニャン」という百科事典を編む。
バンチョ・ホーホケ卿（藤村有弘）
ネコジャラ市3代目市長。火山の噴火でネコジャラ市が廃墟になった後、百科事典の「世界で最もくだらない政治論争(ウグイス餅とアンパン論争)」の項から飛び出してネコジャラ市にやってきた政治家。口ひげがトレードマーク。ナレーちゃんの説明によれば年齢は43歳で、登場人物中もっとも世俗的なキャラクターとのこと。バンチョ大学（創立者は父親のバンチョ・ピーチク）卒業で、その校歌をよく歌う。(八百屋の西北、ラーメン屋の2階、傾くボロ屋は、われらが母校。バンチョバンチョバンチョ・・・バンバカバンバンバン)。普段は少々頼りなく、ドジで失敗ばかりしているが、いざと言う時は勇敢で機転が利き、熱病で死んだガンバルニャンを三途の川から連れ戻して生還させたり、親友ズチャーズの心を悪魔の手から取り戻したり、勘三郎の目の前で悪魔大王を電話口で一喝し、驚いた勘三郎を改心させたりするなど、何度もネコジャラ市の危機を救っている。また、動物の言葉を理解し会話することが出来る。
最終回、ネコジャラ市の地下に巨大ロケットが存在することを知り潜入するが、ロケットのスイッチと気付かずにダイアモンドを拾い上げ、エンジンを作動させてしまう。ネコジャラ市全体が発射する危機に見舞われた責任を感じた彼は、市民全員を避難させるが、自身はネコジャラ市と運命を共にする。
その後、新しい土地を求めて旅をするネコジャラ市民の前に、一人の赤ん坊が姿を見せる。その子は何故か3代目市長そっくりで、元気と希望を取り戻した一同と共に新天地に向け旅立つ。「ひょっこりひょうたん島」に登場したドンガバチョをモデルにしたキャラクターのため設定が似ており、声もガバチョと同じ藤村である。また、口癖も「みなさーん」「アラハッハッハ」とガバチョと良く似ている（ただし、ガバチョは「ハタハッハ」）、
ズズチャズ・ズチャーズ（若山弦蔵）
本名アリストテレス・ソクラテス・プラトン・ニューロック・ズズチャズ・ズチャーズ。バンチョ市長の大学の同級生。表の顔は世界有数の銀行を経営する実業家だが、実は悪魔に魂を売っており、マ・ホ・ウを頭文字とした言葉を並べた怪しげな魔法の歌（マントのマ、本当のホ、うんとのウ、マント、ほんと、うんと魔法）を歌う。また彼がやってくる前には、3羽のカラスがその到来を告げる歌を歌う。後にバンチョの機転により人間の良心を取り戻すが、悪魔に魂を売る引き換えに得た財産を全て失う。その後は、ネコジャラ市の一員となり、唯一残った財産であるスーパーマーケット（悪魔の力を誇示するためガンバルニャンに与えたもの）をガンバルニャンから返還され、「ズチャーズ10ジャラスストア」として経営、バンチョ市長を財政面で補佐する。
登場時に、花びらを撒きながら「ズズチャーズズチャーズ様　おなり〜」と先導する女性キャラが出てくる。
2019年に冒頭の録画が発見された上記の第255回では、飛行機製造のために手付金をヤマチューたちに払っている。
カラスの勘三郎（梶哲也）
ネコジャラ郵便局長。実は悪魔の化身であったが、バンチョに諭され、改心してネコジャラ市の一員となる。
ヤマチュー（納谷悟朗）
ヤマチュー一家の親分のネズミ。話す言葉はその時々によって江戸弁になったり関西弁になったりする。少々乱暴だが義理に厚く、ズチャーズを襲った悪魔にドスを抜いて斬りかかり退散させるなど、勇敢な面も持つ。また、ネズミだが子分も含めランボー一味には一切加担していない。
ネコジャラ市2代目市長だったが、ネコジャラ火山噴火後は土建屋の親方兼ネコジャラ鉄道の運転手に転身。山印の半纏がトレードマーク。
上記の255回では、ズチャーズから受け取った飛行機製造の手付金をアップルやガンバルニャンたちにばら撒いている。
ベンキョーチュー（宇根靖彦）
ヤマチューの子分で眼鏡をかけたネズミ。「勉強になるなあ〜」「ボク勉強チューなんですよ」が口癖。ネズミ東大受験の浪人生だが、三角形の面積の出し方が分からず頭を抱える。
火山噴火後はネコジャラ鉄道の信号場主任に。アップルを尊敬し、彼と共同で問題を解決することも多い。非常に丈夫な歯を持ち、ズチャーズ宅の地下にある金庫の特殊合金の壁を噛み砕いて、中に閉じ込められたバンチョとスゴミを救出したこともある。
アップル（愛川欽也／朝倉宏二）
ネコジャラ市に住む男子小学生。栗色の髪を持つ子供達の中では長身の美少年。普段は小難しく理屈っぽいギャグを言い、時折自滅気味になる。「○○ではないだろうか？ハテー」が口癖。
しかし本当はネコジャラ市きっての秀才で、豊富な知識のみならず、医術の心得も併せ持つ。「吸血鬼ワクチン」を発明し、吸血鬼になった市民全員を元に戻したのを始め、人間以外を水に変える薬剤アカンベロンを凍結させ、独楽にして宇宙空間に飛ばすなど、特に火山噴火後、様々な局面でネコジャラ市の危機を救う。ただし一方で、理屈倒れになって失敗することも多い。
最終回では太古に地球を訪れた宇宙人のメッセージを解読し、ネコジャラ市の地下に巨大ロケットが埋められていることを知る。
スイート（松島みのり）
アップルの同級生。明るい栗色のショートボブでピンクのワンピースを着ている。顔立ちはややきつく見えるが、大変心優しく聡明な美少女。
動物たちと会話ができるため、動物と人間との仲介役を果たすことが多い。また、アップルが医者を務める時は看護婦姿で補佐する。
スゴミ（丸山裕子）
アップルやスイートの同級生。ほぼ黒髪のおかっぱ頭で素朴な風貌の持ち主。「〜だわさ」が口癖。
普段は明朗快活なお転婆娘だが、内心お姫様願望があり、天地真理に憧れている。
しかし実は空手2段、柔道3段（『柔道5段、剣道4段、空手3段』と言う説も）の猛者で、その怪力で幾度もネコジャラ市を危機から救う。
クマタン（島敏光）
スゴミの弟。食いしん坊で「じょー」が口癖。幼いが鋭い皮肉を放ち、これも時として武器になる事も。
ドントシャリアピンステーキ・シングライクカルーソー（友竹正則）
いつもは子供たちが飼っているただの牛（モーモーちゃん）だが、たまにキャラクターとしてストーリーにからむ。
シーラのカン太郎（和久井節緒）
シーラカンス。化石だったが、集中豪雨により蘇る。魚の活け造りというものに強い憤りを覚えている。海原博士たちの企みを阻止するために「アカンベロン」を持ち去ろうとするが、逆に「アカンベロン」の実験台にされる。最後に言い残すことはと聞かれ、アップルに子守唄を教える約束だったと咄嗟の機転で山賊たちを騙し、「アカンベロン」の隠し場所を織り込んだ歌をアップルに伝えさせた。この結果、自分の命と引き換えに海原博士たちの計画を失敗させる。
「モモタロさんが　リンゴを食べながらぁ　のんびりお昼寝していると　キンタロさんが　ノコノコ熊にまたがって　遊びに来ました　なんじゃらほい〜　のこのこ来ました　なんじゃらほい　カニコロッケに豚饅頭　にんじんごぼう土手かぼちゃ　あんころ餅食べて　かくれんぼしよう　ん！と元気に　べろべろばー　ろろんがロンで　ん！　と元気に遊ぼ」　　歌詞の頭の文字をつなぐと、「森の木の穴の中にアカンベロン」となる。
ナレーちゃん（大村麻梨子）
ナレーター役の女性。頭の大きい人形たちの中で、一人だけ8頭身スタイル。
ナレーターといっても物語中に登場することはほとんどなく、もっぱら番組の冒頭または最後に、専用の応接室風のセットの中で、だじゃれを交えた解説を行う。冒頭で登場する時には、「こんばんは、こんばんは、も一つおまけにこんばんは」と言い、番組の最後には、チャイムのような口調で「ポンポン」と言う。

この「ポンポン」（抑揚を矢印で表すと「ポ↑ンポン↓」）は、当時の時報の音（ポ・ポ・ポ・ポ↑ーン）の最初と最後を逆にして短くしたものであり、番組の終わりの時間であることを示唆している。
逆にナレーターとしては掟やぶりだが、何度かバンチョと会話しており、終盤では、海原博士たちを追跡するために助け船（たらい）を出している。

### 初期レギュラー
アルチュール・ランボー（谷幹一）
人間とネコによる支配からネズミ達を解放するための革命運動のリーダー。ネコジャラ市をネズミの理想郷にするためガンバルニャンを追い出そうとするが、思いを遂げられず、ネコジャラ市を去る。
トッピンショ（雨森雅司）、ドンドコショ（和久井節緒）
ヤマチューの子分。共にネコジャラ火山爆発で行方不明となる。
ドサ・ザ・グレート（野沢那智）
自称「世紀の名優」の大根役者。よくシルクハットを被っており、のちにネコジャラ・アクターズ・スクールを開校する。初期の登場人物で火山爆発に巻き込まれ行方不明になる。
タメコムX（江波多寛児）
自称「世界一の屑屋」。初期の登場人物で火山爆発に巻き込まれ行方不明になる。
ホニャ（藤村俊二）
少々怪しげな修行僧。初期の登場人物で火山爆発に巻き込まれ行方不明になる。
チャビンシュタイン（三谷昇）
「人類は空を飛ぶべき会」の会長。プロペラ状の髪を回して空を飛ぶことが出来る。初期の登場人物で火山爆発に巻き込まれ行方不明になる。
ライヤッチャ将軍（滝口順平）
自称地球防衛軍司令官。初期の登場人物で火山爆発に巻き込まれ行方不明になる。2015年に発見された初期のOPに登場する。
ミス・プリント（姫ゆり子）
女流作家。白い縁の大きなサングラスをかけた大人の女性。タイプライターの打ち過ぎでノイローゼになりネコジャラ市に来た。
ネコジャラ新聞を発行するが、5W1Hが抜けているため全然意味が分からないとアップルに批判される。
初期の登場人物の中では活躍の場が多かったが、火山爆発に巻き込まれ行方不明になる。

### ゲスト
シラケラー（はせさん治）
吸血鬼ドラキュラの末裔。ネコジャラ市に教師として赴任してくるが、途中で吸血鬼であることに目覚め、バンチョを手始めに、ネコジャラ市の全員を吸血鬼にしてしまうが、アップルが吸血鬼になる前に作っていた「吸血鬼ワクチン」をトマトジュースと勘違いして飲んだため、逆に彼一人が人間になってしまう。人間になった彼は吸血鬼になったアップルに襲われるが、血液中に残ったワクチンによりアップルも人間に戻る。そこでアップルと協力し、もう一度「吸血鬼ワクチン」を作成してネコジャラ市の全員に飲ませ、人間に戻すことに成功する。
その後真人間になった彼は、晴れて大学教授として他の土地に赴任する。
ミケ・ランジェロ姫（増山江威子）
ネコジャラ市の本来の土地所有者のミケネコ。ネコジャラ市民が、土地の所有権を確保するため、ガンバルニャンとミケ・ランジェロを結びつけようと、ガンバルニャンを持ち上げる。いったんはそれにのって、ガンバルニャンと相思相愛になるが、後に一寸丹間守に土地の所有権を売り渡したため、ガンバルニャンとミケ姫を結婚させる必要がなくなった市民達はガンバルニャンの応援をやめる。それで冷静になったミケ姫が改めてガンバルニャンを見直すと……恋は終わる。
ババ・バロネッタ（新道乃里子）
ミケ・ランジェロ姫の乳母役の老猫。男爵夫人。
シケン・カーン（山田康雄）
ネズミ東大の1971年度入試担当教授。
冬将軍閣下（滝口順平）
吹雪の中で堺正章のヒット曲「さらば恋人」を口ずさむ。閣下の苗字は「北山」2人の子はそれぞれ「オオサム、コサム」長男の北山オオサム（修）がこの作詞をしたと言う（もちろん冗談だった）。また、閣下の名刺の電話番号には177番（天気予報）と記されていた。いつまでも閣下がいると春が来ないので困った市民が、閣下が西部劇「シェーン」の大ファンであることを知り、「シェーン」ならぬ映画「チェーン」の主人公に仕立て上げられ、同じストーリーを市民が演じ、やがて当地を去ると言う芝居に乗せられそうになった。このとき市民は閣下をシェーンになぞらえた歌を歌う。勘三郎の告げ口で自分が乗せられた事に気付いた閣下は、怒ってネコジャラ市に戻ってくる。しかし、閣下の生み出す寒さのため、重い熱病になったガンバルニャンのネコジャラ市を愛する気持ちに感動し、前借した退職金100万ジャラスをガンバルニャンに与えて、ネコジャラ市を去る。
赤鬼（八木光生）
ガンバルニャンが地獄の三途の川で出会う、三途の川渡し船の出札係兼改札係。三途の川渡し船労働組合の書記長（委員長は青鬼）も勤める。ガンバルニャンに賃上げ交渉中のためスト決行中であることを告げ、「ここの社長の閻魔大王様は鬼のようなお方で」「給料安くて、これでは地獄の生活です」とぼやき、ガンバルニャンに「君も鬼じゃないか」「ここは地獄じゃないの」と突っ込まれる。
箱根山銀時（井上昭文）
「世界山賊共同組合」加入者の山賊。名前はもちろん、「足柄山の(坂田)金時」のもじり。
ドカ・ベン太郎（田中淳一）
銀時の子分。関取のような風体をしている。シーラのカン太郎が死を前にして作った、「アカンベロン」の隠し場所を織り込んだ子守唄を、そうとは知らずアップルに伝えた。
ヘルス・センター（東光生）
「世界山賊共同組合」加入者の海賊。愛用の海賊船は空を飛べる。
海原博士（神山卓三）
人間以外のすべての物質を水に変えてしまう試薬「アカンベロン」の開発者。ネコジャラ市を水浸しにするが、アップルの妙案で氷に変えられ、最後は銀時・ベン太郎・センターと共に、円盤に改造された氷に乗せられて、太陽まで吹っ飛ばされた。最期には「環境汚染された地球を水に変えたかった」と告白する。
一寸丹間守トム介（E・H・エリック）
「ちょっとたんまのかみトムすけ」と言う、間抜けな殿様。ネコジャラ市を江戸時代さながらに変貌させてしまった。
黒井瞳丸（うつみみどり）
トム介の小姓。実は忍者で、写真機などの文明の利器に、忍術で対抗した。
カカ様
ネコジャラ市を襲う魔蚊一族の母親。魔蚊一族に刺された者は、文字通り「魔がさして」しまう。本名「そう子」
カカり結び
カカ様の3人の子供の末子。

## シリーズ一覧
| 期 | シリーズ                 | 回        | 放送期間                        |
| -- | ------------------------ | --------- | ------------------------------- |
| 01 | ネコジャラ市を救え!      | 001 - 042 | 1970年04月06日 - 1970年06月03日 |
| 02 | ネコジャラ市壊滅         | 043 - 090 | 1970年06月04日 - 1970年08月28日 |
| 03 | 悪魔を倒せ!              | 091 - 205 | 1970年08月31日 - 1971年02月12日 |
| 04 | カーン博士               | 206 - 256 | 1971年02月15日 - 1971年04月26日 |
| 05 | ミケ・ランジェロと三銃士 | 265 - 320 | 1971年05月07日 - 1971年07月23日 |
| 06 | 学校を造ろう             | 321 - 360 | 1971年08月23日 - 1971年09月20日 |
| 07 | シラケラー               | 361 - 410 | 1971年10月18日 - 1972年01月14日 |
| 08 | 冬将軍がやってきた       | 406 - 441 | 1972年01月10日 - 1972年03月04日 |
| 09 | 1000年長寿の実           | 442 - 505 | 1972年03月07日 - 1972年06月09日 |
| 10 | 山賊登場                 | 506 - 584 | 1972年06月12日 - 1972年10月27日 |
| 11 | アカンベロンの恐怖       | 585 - 644 | 1972年10月30日 - 1973年02月12日 |
| 12 | ネコジャラ市の最後       | 645 - 668 | 1973年02月13日 - 1973年03月16日 |

## 正月特集 新年ネコジャラ歌合戦
基礎情報
- 番組名：新年ネコジャラ歌合戦「ネコジャラ市のお正月」
- 放送日時：1971年1月1日 金曜18:20-18:50

ゲストキャラクター
- デューク・ボックス伯爵（声：江守徹）

## スタッフ
- 脚本：井上ひさし、山元護久、山崎忠昭（1年目のみ参加）
- 人形劇：ひとみ座
- 人形デザイン：片岡昌
- 音楽：宇野誠一郎

## CD、DVD
- CD『懐かしの人形劇テーマ大全』 ASIN: B00005GLRA … 『ネコジャラ市の11人』（初期オープニングテーマ）、『菓子売りソング』、『ぼくらの町ネコジャラ』(エンディングテーマ)、『すばらしい星 地球』を収録。
- CD『宇野誠一郎作品集2』… 『ネコジャラ市の11人』、『エンディング・テーマ』、『すばらしい星 地球』、『マイ・ホーム・タウン』（“幻”の中・後期オープニングテーマ。ただし、歌唱なし伴奏のみ）を収録。
- DVD『NHK人形劇クロニクルシリーズ 音楽集』 ASIN：B00008KKZV … 音源を一部収録。
- DVD『NHK人形劇クロニクルシリーズ Vol.5 新諸国物語より 笛吹童子 劇団ひとみ座の世界2』 ASHB-1120 … ニュース番組などの関連映像を収録。